# SoccerProject
SoccerProject fue lanzado en 2004 como un juego en línea de mánager de fútbol, con millares de usuarios activos alrededor de 200 países que juegan en 20 diversos idiomas. Un jugador hace de mánager de un club de fútbol y es el responsable de todo dentro de él (formación, tácticas, personal, estadio, etc.). Los partidos de la liga se juegan cada día laborable, a excepción de los miércoles en que se juegan los de la copa. Cualquier día pueden jugarse amistosos.
Es un juego basado en navegador, pero las reuniones de la vida real son organizadas por la comunidad para darles una ocasión de familiarizarse. Aparte del sitio web, hay también herramientas de escritorio disponibles para analizar al equipo del usuario que está fuera de línea, uno de éstos es el SoccerProject Management Tool (herramienta de manejo de SoccerProject). 
El juego se destaca por su facilidad de uso. Esto, junto a la gran cantidad de idiomas disponibles, hacen que sea uno de los managers de fútbol en línea preferido por los usuarios.
El juego se actualiza permanentemente, e incluso tienen una versión Beta en la que decenas de usuarios prueban las características nuevas a ingresar en próximas temporadas. Traducciones a nuevos idiomas son agregadas frecuentemente.
Durante las simulaciones, el sitio queda inaccesible; pero a los foros pueden entrarse siempre.